# Florian Jeßberger
Florian Jeßberger (* 1971 in Mannheim) ist ein deutscher Jurist und Hochschullehrer.

## Leben
Nach dem Abitur 1990 am Kurfürst-Friedrich-Gymnasium Heidelberg studierte Jeßberger Rechtswissenschaften sowie Politikwissenschaften in Saarbrücken, London und Köln. In Köln legte er 1995 sein erstes juristisches Staatsexamen ab. Von 1995 bis 1998 arbeitete er als wissenschaftlicher Mitarbeiter bei Thomas Weigend am Institut für ausländisches und internationales Strafrecht der Universität zu Köln, wo er 1999 promoviert wurde. Parallel zu seinem Referendariat in Berlin, wo er 2000 sein zweites juristisches Staatsexamen ablegte, war Jeßberger an der Humboldt-Universität zu Berlin als wissenschaftlicher Mitarbeiter bei Gerhard Werle tätig. Dort wurde er 2008 habilitiert.
Von 2007 bis 2010 hatte Jeßberger die Lichtenberg-Professur für Internationales Strafrecht und Strafrechtsvergleichung, eine Stiftungsprofessur der VolkswagenStiftung, an der Humboldt-Universität zu Berlin inne. 2010 folgte er einem Ruf an die Universität Hamburg auf den Lehrstuhl für Strafrecht, Strafprozessrecht, Internationales Strafrecht und Juristische Zeitgeschichte. In Hamburg war er auch Prodekan der Fakultät für Rechtswissenschaft (2013–2015: Studium und Lehre und Leiter des Prüfungsamtes; 2015–2020: Forschung und Internationales).
Seit 2020 ist Jeßberger als Nachfolger von Gerhard Werle Inhaber des Lehrstuhls für Strafrecht, Strafprozessrecht, Internationales Strafrecht und Juristische Zeitgeschichte an der Juristischen Fakultät der Humboldt-Universität zu Berlin und Direktor des Franz-von-Liszt-Instituts für Internationales Strafrecht.
Jeßberger war Gastprofessor u. a. in New York, Oxford, Haifa, Ferrara und Peking. Er engagiert sich im European Center for Constitutional and Human Rights und gilt als Experte für das Internationale Strafrecht, insbesondere das Völkerstrafrecht, sowie die wachsende transnationale Bedeutung des deutschen Strafrechts.
Florian Jeßberger ist verheiratet mit der Völker- und Menschenrechtlerin Julia Duchrow und hat drei Kinder. Er ist der Sohn des Physikers Elmar K. Jessberger und Neffe des Bauingenieurs Hans-Ludwig Jessberger sowie des Mediziners Otto P. Hornstein. Sein Bruder ist der Neurowissenschaftler Sebastian Jeßberger.

## Werke (Auswahl)
- Kooperation und Strafzumessung. Duncker&Humblot, Berlin 2000, ISBN 978-3-428-09878-1. (Dissertation)
- Der transnationale Geltungsbereich des deutschen Strafrechts. Grundlagen und Grenzen der Geltung des deutschen Strafrechts für Taten mit Auslandsberührung. Mohr Siebeck, Tübingen 2011, ISBN 978-3-16-150223-1. (Habilitation)
- als Hg., mit Inga Schuchmann: Die Stammheim-Protokolle. Aufbau-Verlag, Berlin 2021, ISBN 978-3-96289-127-5 (online)
- mit Gerhard Werle: Völkerstrafrecht MohrSiebeck, 5. Auflage, Tübingen 2020 (online)

Hinzu kommen Kommentierungen wie die im Leipziger Kommentar und zahlreiche Aufsätze in Fachzeitschriften wie etwa Von der Pflicht des Staates, Menschenrechtsverletzungen zu untersuchen, in: Kritische Justiz 1996, S. 290–306 und Von den Ursprüngen eines “Wirtschaftsvölkerstrafrechts”: Die I.G. Farben vor Gericht, in: Juristenzeitung (JZ) 2009, S. 924–932.